# Accademia musicale di Firenze

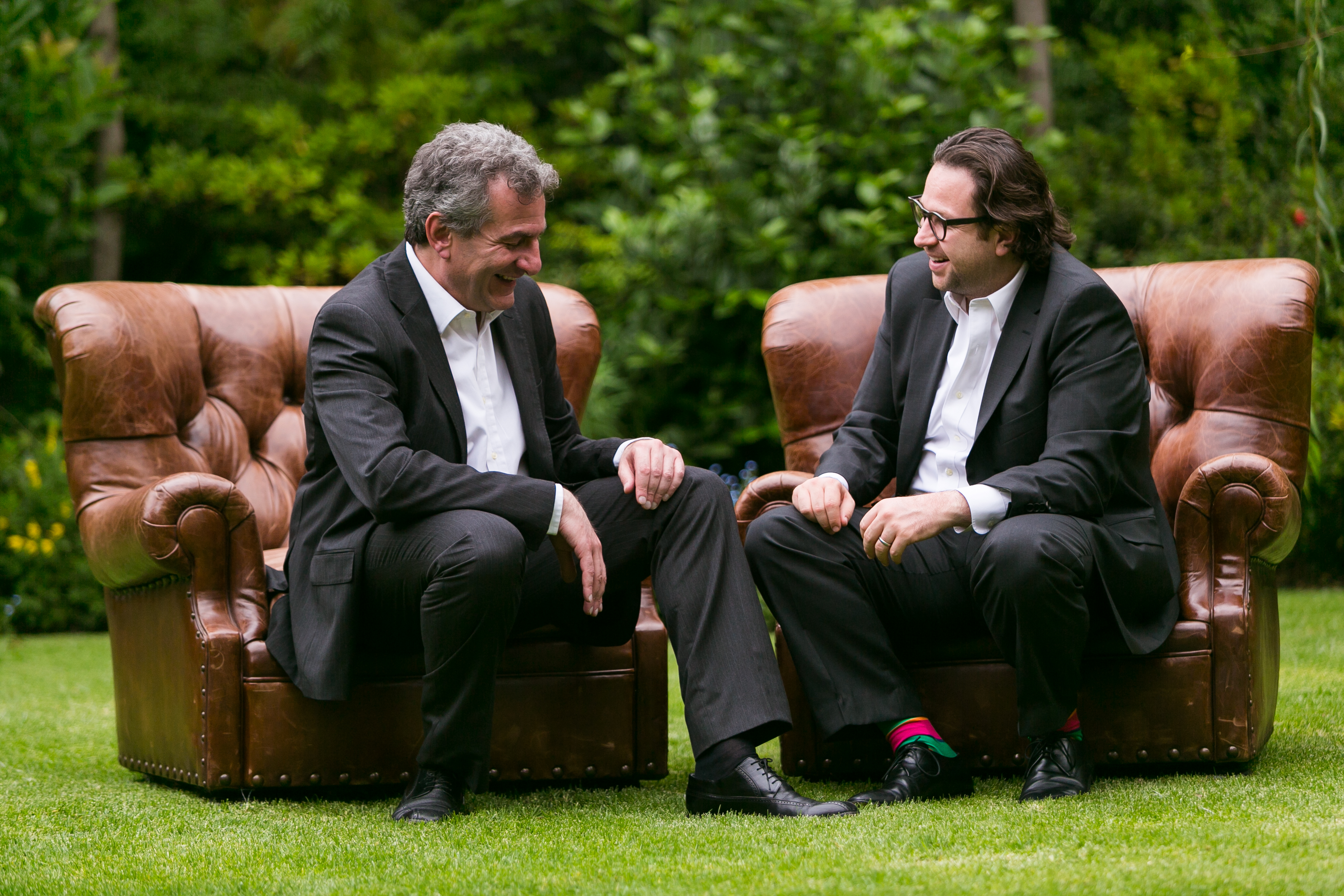
Il Presidente dell'Accademia Musicale di Firenze e dell'Academia de Arte de Florencia, Fabio Caselli, con Rodrigo Gonzales, fondatore dell'Academia di Città del Messico.

L'Accademia musicale di Firenze è un'accademia musicale con sede a Firenze fondata nel 1987.

## Storia
Nata nel 1987, Nel 1993 l'Accademia ha ottenuto la personalità giuridica. Nel 1999 ha dato vita al progetto AccademiArte con l'obiettivo di superare i confini entro i quali gli specifici ambiti del sapere normalmente si realizzano (arte figurativa, musica, scritture creative, teatro).  Nel 2002 diviene la scuola di musica della città Firenze. Da settembre 2003 gestisce la Scuola comunale di musica di Scandicci. Dal 2008 al 2012 ha gestito l'Accademia musicale di Montespertoli. Nel 2008 ha avuto il coordinamento artistico e organizzativo di Fi.esta, la programmazione dell'estate fiorentina, lavorando a oltre 240 spettacoli.
Nel 2012 ha aperto una sede messicana, l'Academia de Arte de Florencia di Città del Messico, unica istituzione italiana di questo tipo nel mondo.
In passato l'Accademia ha creato, in collaborazione con la Provincia di Prato, il primo Festival in Italia dell'opera buffa del settecento. La collaborazione tra il Dipartimento di musica antica e il Teatro Comunale di Firenze si è tradotta in una serie di concerti dedicati alla musica medievale suonata su strumenti originali. L'ensemble vocale "Opera Polifonica" (coro di musica antica dell'AMF) presenta all'attivo 3 CD per l'etichetta Bongiovanni di Bologna ed ha eseguito, in diretta nazionale Radio RAI, la Missa papae Marcelli di Giovanni Pierluigi da Palestrina. Con gli allievi di strumento del Dipartimento di musica antica e sempre per la RAI ha realizzato la parte musicale per il documentario sul Museo nazionale del Bargello trasmesso su RAI 1, RaiSat e altre importanti emittenti europee. Importanti inoltre le produzioni concertistiche inerenti alla musica del '900 e fra queste, le prime esecuzioni mondiali di importanti compositori.
Ha fondato tre orchestre giovanili tuttora attive: l'Orchestra Giovanile di Firenze, espressione ufficiale della città; la Piccola Sinfonica di Scandicci e il Petit ensemble per bambini dai 6 ai 12 anni.
Ha creato in collaborazione con la Regione Toscana, la Provincia di Firenze e 7 comuni della Toscana la rassegna "Note di passaggio", primo circuito concertistico regionale degli allievi di alcune delle più importanti scuole di musica della regione.

### Cori di Voci Bianche di Firenze e Scandicci
Espressioni ufficiali delle due città di Firenze e di Scandicci, entrambi i cori hanno all'attivo la partecipazione a numerosi spettacoli in Toscana essendosi esibiti anche in prestigiosi luoghi quali il Teatro Comunale di Firenze, il Teatro della Pergola, la Galleria dell'Accademia; collaborano stabilmente con l'Orchestra Giovanile di Firenze e si sono esibiti più volte con l'Orchestra GAMS Ensemble. 
I cori di voci bianche di Firenze e di Scandicci, diretti da Lucia De Caro, sono presenti anche nelle ultime due produzioni discografiche di Zucchero Fornaciari, e hanno realizzato numerose produzioni discografiche fra le quali due brani dell'album di Irene Grandi realizzato nel 2008, la registrazione del singolo di Roy Paci, sigla della trasmissione televisiva Zelig del 2008 – 2009; 2 CD su musiche di Beppe Dati (autore della canzone vincitrice nel 2004 del Festival di Sanremo cantata da Marco Masini), un CD a fianco di Stefano Bollani e Susy Bellucci. Nello stesso ambito, è stato inciso il CD “Brundibar”, prima produzione discografica dell'opera omonima di H. Krasa cantata interamente da bambini in lingua italiana, presente in importanti musei e centri di documentazione dell'Olocausto.
Nell'ambito della Notte Bianca 2013 promossa dal Comune di Firenze, i Cori di Voci Bianche di Firenze e Scandicci, sempre diretti da Lucia De Caro, si sono esibiti in Piazza della Signoria a fianco di Andrea Pellizzari nelle vesti di "Mr Brown" a sostegno della Fondazione Francesca Rava, impegnata nella realizzazione della nuova Casa Accoglienza ad Haiti per i bambini rimasti orfani, dopo il terremoto del 2010.

### L'Orchestra Giovanile di Firenze
Creata in collaborazione con il Comune di Firenze, l'Orchestra Giovanile rappresenta la prima espressione ufficiale della nostra città. Ha sede presso l'Accademia Musicale di Firenze ed è composta da 22 strumentisti ad arco provenienti da vari corsi di musica della città di Firenze e di Scandicci in età compresa tra i 14 e i 23 anni. Ha all'attivo numerosi gemellaggi e scambi culturali internazionali (Francia, Polonia, Finlandia, Olanda, Germania, Belgio, Irlanda, Spagna), la partecipazione a manifestazioni ed eventi culturali nella città di Firenze (nel maggio 2013 ha tenuto il Concerto di inaugurazione del Festival Europeo a Firenze in Piazza della Signoria), oltre ad un'attività di divulgazione della musica classica presso scuole e associazioni socio-culturali.
Partecipa con entusiasmo, ricevendone gratificazione morale, ad iniziative di carattere sociale e umanitario, concerti per malati, anziani, bambini. Nel dicembre del 2014 l'Orchestra si è esibita al Teatro Politeama di Prato al fianco di Red Canzian (Pooh) in uno spettacolo di beneficenza per l'Associazione Giorgio La Pira.
Il linguaggio della musica unisce il gruppo, consente di interagire senza limiti oltre i confini nazionali, smuove emozioni profonde in ascoltatori di ogni età e condizione sociale, favorisce la crescita armoniosa dei protagonisti.
Fin dalla sua fondazione è diretta da Janet Zadow. Laureata in musicologia e diplomata in violino presso il London College of Music, ha conseguito il perfezionamento in pedagogia e didattica presso il Manchester Polytechnic. Ha seguito numerosi corsi in Inghilterra, Olanda e Italia sul metodo di insegnamento e lo studio degli strumenti ad arco. È stata docente di violino e musica da camera a Manchester, poi in Olanda (Amsterdam e Amstelveen) e da molti anni si è trasferita a Firenze dove svolge un'intensa attività di insegnamento e divulgazione della musica. Ha scritto e pubblicato opere didattiche per bambini. Ha fatto parte del comitato direttivo di ESTA Italia (European String Teachers Association.). Nell'estate 2007 ha partecipato ad un progetto internazionale promosso da UCODEP e dall'Unione Europea,  organizzato dall'Accademia Musicale di Firenze, dalla Scuola di Musica di Scandicci, dal gruppo Modena City Ramblers, recandosi in Palestina a Ramallah dove ha tenuto laboratori di musica per ragazzi palestinesi.

### Collaborazioni internazionali
Nel 1992 per volontà del M° Zubin Mehta si è creato il comitato d'onore al quale hanno aderito in seguito numerosi artisti e personalità di prestigio internazionale. Nel 2004 è stata invitata a rappresentare ufficialmente la città di Firenze in occasione del 50º anniversario del gemellaggio Firenze - Reims. Nel 2005, 2006 e 2007, su invito delle autorità della Corsica ha organizzato a Porto Vecchio "Lumières de Toscane", festival delle arti e della cultura dedicato alla Toscana. Grazie a questo progetto, che ha avuto visibilità nazionale per la Francia, si è arrivati a siglare un patto d'amicizia tra le amministrazioni di Firenze e Porto-Vecchio.
Ha siglato protocolli di intesa e gemellaggi con prestigiose istituzioni culturali e amministrazioni delle città di Bonn, Porto-Vecchio, Ramallah. Il profilo internazionale dell'Accademia si è tradotto anche nella partecipazione dei cori di voci bianche di Firenze e Scandicci, diretti da Lucia De Caro (già direttore dell'Accademia), nelle ultime due produzioni di Zucchero Fornaciari Fly e All the best. L'album, che ha avuto distribuzione internazionale, è stato realizzato da Don Was, produttore dei Rolling Stones, Bob Dylan, Jackson Browne, Iggy Pop ecc. I cori dell'AMF hanno inciso due brani dell'album Canzoni per Natale di Irene Grandi e Defendemos la alegria di Roy Paci, sigla della trasmissione di Canale5 Zelig per il 2009. L'Accademia musicale di Firenze, con i propri bambini in veste di cantanti solisti e coro, ha realizzato numerose produzioni discografiche lavorando a fianco di Beppe Dati (autore della canzone vincitrice del Festival di Sanremo 2004 cantata da Marco Masini), Stefano Bollani, Susy Bellucci ecc.

## Descrizione
L'Accademia collabora con circa cento docenti, alcuni dei quali di prestigio internazionale. Accoglie annualmente circa 850 allievi, offrendo anche corsi di perfezionamento accessibili anche a studenti stranieri. Alcuni allievi sono risultati vincitori di concorsi nazionali e internazionali. L'Accademia dispone di uno studio di registrazione digitale professionale e di un centro di produzione a stampa e multimasterizzazione di CD/DVD.
L'Accademia, insieme all'istituzione gemella Academia de Arte de Florencia di Città del Messico, possiede uno dei violoncelli considerati tra i più preziosi al mondo: lo Stradivari del Vaticano, costruito nel 1620 come viola da gamba da Nicola Amati e trasformato nel 1703 in violoncello da Antonio Stradivari.
L'Accademia coniuga l'attività didattica con produzioni concertistiche (per un totale di circa 90 manifestazioni annuali), video e discografiche.

## Incisioni
Tra i concerti poi incisi si segnalano: l'esecuzione in prima assoluta per Siena dell'opera "Pierrot Lunaire" di Arnold Schönberg ad opera dell'orchestra Cameristi dell'Accademia musicale di Firenze, incisa in CD insieme ad altre opere di M.Ravel.
L'incisione in CD e video di opere di Domenico Scarlatti e Domenico Cimarosa trasmesse da RAI 1 e presentate come prime incisioni video mondiali con orchestra di strumenti originali.
Ha inoltre realizzato la prima produzione discografica nazionale dell'opera "Brundibar" di H. Krasa cantata da bambini in lingua italiana. Questa produzione è stata richiesta e inserita all'interno di numerosi musei e istituti di ricerca e documentazione dell'olocausto.

## Onori
L'Accademia è stata insignita dalle massime autorità dello stato italiano con: targa e medaglia d'argento del Presidente della Repubblica; 2 medaglie di bronzo del Presidente del Senato e medaglia di bronzo del Presidente della Camera dei Deputati.
La città di Firenze le ha conferito dal 2011 la nomina di Ambasciatrice della Cultura di Firenze nel mondo.
Nel 2012 la Provincia di Firenze le ha riconosciuto il titolo di Ambasciatrice della Cultura della Provincia fiorentina.